# The 12" Collection
The 12" Collection — альбом-збірка британського рок-гурту «Queen». У ньому представлено записи і ремікси з 12-дюймових синглів. «Bohemian Rhapsody» ніколи не виходила на 12-дюймовому синглі, тому на обкладинці зазначено, що вона ввійшла до зірки через її тривалість.
«The Show Must Go On» дійсно з'являлася на 12-дюймовому синглі, але не в розширеній версії. В примітках на обкладинці не згадується, чому вона була ввійшла до збіки.

## Трек-лист
| #   | Назва                                                | Автор          | Тривалість |
| --- | ---------------------------------------------------- | -------------- | ---------- |
| 1.  | «Bohemian Rhapsody»                                  | Мерк'юрі       | 5:58       |
| 2.  | «Radio Ga Ga (розширена версія)»                     | Роджер Тейлор  | 6:53       |
| 3.  | «Machines (Or 'Back to Humans')» (12" інструментал)» | Тейлор/Мей     | 5:08       |
| 4.  | «I Want to Break Free (розширена версія)»            | Дікон          | 7:19       |
| 5.  | «It's a Hard Life (12" розширена версія)»            | Мерк'юрі       | 5:05       |
| 6.  | «Hammer to Fall (мікс до фільму «Горець»)»           | Мей            | 5:23       |
| 7.  | «Man on the Prowl (розширена версія)»                | Мерк'юрі       | 6:04       |
| 8.  | «A Kind of Magic (розширена версія)»                 | Тейлор         | 6:25       |
| 9.  | «Pain Is So Close to Pleasure (12" версія)»          | Мерк'юрі/Дікон | 6:01       |
| 10. | «Breakthru (розширена версія)»                       | Queen          | 5:44       |
| 11. | «The Invisible Man (12" версія)»                     | Queen          | 5:30       |
| 12. | «The Show Must Go On»                                | Queen          | 4:34       |